# 카모메 식당
《카모메 식당》(일본어: かもめ食堂, 영어: Kamome Shokudo/Kamome Diner)은 일본에서 제작된 오기가미 나오코 감독의 2006년 코미디, 드라마 영화이다. 고바야시 사토미 등이 주연으로 출연하였고 아마노 마유미 등이 제작에 참여하였다.

## 줄거리
헬싱키에서 혼자 살고 있는 일본 여성 사치에는 일본 가정식을 제공하는 작은 식당을 열었지만 손님이 전혀 없다. 그러던 중, 우연히 애니메이션을 좋아하는 젊은 핀란드 남자가 첫 손님으로 찾아오고, 그는 사치의 첫 손님이라는 이유로 공짜로 식사를 즐기게 된다. 이후, 특별한 계획 없이 핀란드에 온 또 다른 일본 여성 미도리가 서점에서 사치와 만나 식당 일을 돕기 시작한다. 얼마 지나지 않아 항공사에서 짐을 잃어버린 마사코라는 일본 여성도 나타나 함께 일하게 된다. 영화는 이 세 여성이 식당을 운영하며 겪는 소소한 일상과 그 과정에서 헬싱키 사람들과 친구가 되어가는 과정을 잔잔하게 그려낸다. 점차 손님들이 늘어나면서, 이 작은 식당은 따뜻한 이야기와 만남의 장소가 되어간다.

## 출연
- 고바야시 사토미 - 사치에
- 카타기리 하이리 - 미도리
- 모타이 마사코 - 마사코
- 자코 니에미 - 톤미 힐트넨
- 마르꾸 펠톨라 - 마티
- 타르자 마르쿠스 - 리사

## 한국판 성우진(KBS) (2008년 9월 28일)
- 서혜정 - 사치에(코바야시 사토미)
- 김혜미 - 미도리(카타기리 하이리)
- 최수민 - 마사코(모타이 마사코) / 식당 손님(아니타 린나솔라)
- 유동균 - 톤미 힐트넨(지르코 니에미)
- 이경자 - 리사(타르자 마르쿠스)
- 윤병화 - 마티(마르쿠 펠톨라)
- 김태연 - 식당 손님 남편(페르티 로이스코) / 정육점 주인(펜트티 헤이노넨)
- 김정미 - 식당 손님(마르야타 살린)
- 유지영 - 식당 손님 아내(이르자 펀노넌) / 식당 손님(에인 라이하)